# Borja Domecq Solís
Borja Domecq Solís, nacido Francisco de Borja Domecq y Solís (Pamplona, octubre de 1945-Mérida, España; 23 de marzo de 2020) fue un empresario y ganadero de toros bravos español. Creador de la ganadería de reses bravas Vegahermosa y Jandilla, conocido como el de la estrella.

## Biografía

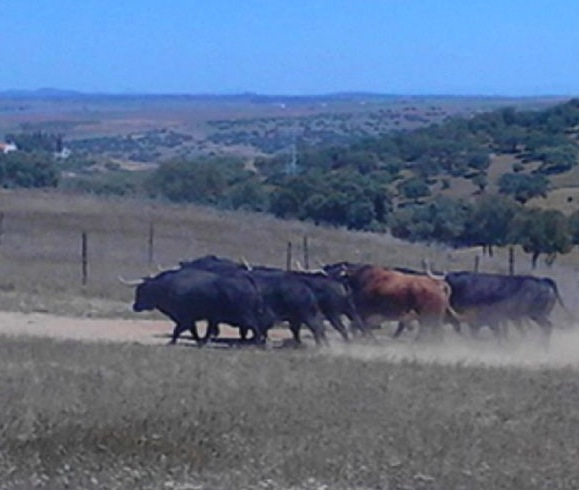
Ganadería Jandilla, Mérida

Nació en Pamplona en el seno de una de las familias más destacadas de la estirpe ganadera y bodeguera Domecq. Hijo de Juan Pedro Domecq Díez y Matilde Solís Beaumont, nieto del también ganadero y bodeguero Juan Pedro Domecq y Nuñez de Villavicencio precursor de la ganadería Domecq, y hermano de los también criadores de toros bravos Fernando y Juan Pedro Domecq, creció en Jerez de la Frontera, lugar de origen de sus padres.
Fue el titular de la vacada Domecq ubicada en la finca que la familia posee en Vejer de la Frontera (Cádiz), reconocida por la estrella del hierro familiar creado en 1943. Fue el continuador de los estudios de genética iniciados por su padre y sus tíos Pedro, Salvador y Álvaro Domecq en los años 50, pioneros en la mejora genética de las reses del encaste Domecq.
Tras crearse la ganadería brava Zalduendo por parte de su hermano Fernando, en el año 1987 tomó la dirección de parte de la misma a partir de la cual formó la su propio hierro, el de Jandilla, situándolo entre las ganaderías españolas de primera línea, anunciada en la mayoría de las ferias taurinas de mayor relevancia durante más de treinta años. Jandilla tiene presencia en otras ganaderías españolas, como Fuente Ymbro, el Parralejo o Daniel Cruz, y americanas. Las reses fueron trasladadas desde Andalucía hasta la finca Don Tello en Mérida (Extremadura).  En 2016 cedió la gestión de la misma a su hijo Borja Domecq Nogera.
Creó un segundo hierro, el de Vegahermosa, en el año 2002 con genética procedente de reses Domecq. Fue, entre los años 2011 y 2017, parte de la junta directiva de la Unión de Criadores de Toros de Lidia, así como también fue el impulsor y el presidente de la Fedelidia, una federación que engloba a las cinco asociaciones ganaderas dedicadas a la producción de carne de toro de lidia (lidiado o no) de raza autóctona, un certificado de trazabilidad  otorgado por el Ministerio de Agricultura en el Real Decreto 505/2013 de 25 de junio, y que engloba a más de mil explotaciones ganaderas.

## Vida personal
Estuvo casado con Fátima Noguera Espinosa, de cuyo matrimonio tuvo dos hijos Borja y Fátima.
En 2009 mientras asistía a la entrega de premios de la Federación Taurina Extremeña sufrió un edema pulmonar agudo , por el que fue ingresado en la UCI del hospital emeritende.  Falleció a los setenta y cuatro años en el Hospital General de Mérida, donde había ingresado un día antes, a consecuencia de COVID-19, la enfermedad producida por el coronavirus SARS-CoV-2.